# Sampeyre
Sampeyre là một đô thị tại tỉnh Cuneo trong vùng Piemonte của Italia, vị trí cách khoảng 70 km về phía tây nam của Torino và khoảng 35 km về phía tây bắc của Cuneo. Tại thời điểm ngày 31 tháng 12 năm 2004, đô thị này có dân số 1.129 người và diện tích là 98,6 km².
Đô thị Sampeyre có các frazioni (đơn vị cấp dưới, chủ yếu là các làng) Becetto, Calchesio, Colle di Sampeyre, Dragoniere, Gilba, Rore, Rouera, Sant'Anna, Villarvà Villaretto.
Sampeyre giáp các đô thị: Brossasco, Casteldelfino, Elva, Frassino (CN), Macra, Oncino, Paesana, San Damiano Macra, Sanfront và Stroppo.